# Erna-Nunatak
Der Erna-Nunatak (französisch Nunatak Erna) ist ein kleiner Nunatak an der Küste des ostantarktischen Adélielands. Er ragt östlich des Astrolabe-Gletschers im südöstlichen Teil des Kap Géodésie auf.
Wissenschaftler der von 1950 bis 1951 durchgeführten französischen Antarktisexpedition benannten ihn nach einer Verwandten von Georges Schwartz (* 1920), einem Teilnehmer der Forschungsreise.